# Le Déclin du Waterhoek
Le Déclin du Waterhoek (De teleurgang van den Waterhoek) est un roman de l'écrivain belge d'expression flamande Stijn Streuvels, paru en 1927.
La version française est parue en 1943 aux éditions Zonnewende (Courtrai).

## Postérité
Le roman a servi de base à Hugo Claus pour l'écriture du scénario d'un film réalisé par Fons Rademakers et sorti en 1971 sous le titre Mira avec Willeke van Ammelrooy dans le rôle-titre.

## Éditions
Il existe à ce jour quatorze éditions en néerlandais du roman. À partir de la septième édition de 1970, suivant les prescriptions de la rectification de l'orthographe, le titre a été modifié en De teleurgang van de Waterhoek.
- (nl) Stijn Streuvels, De teleurgang van den Waterhoek, 1re édition, Brugge : Excelsior, 297 p., 1927
- (nl) Stijn Streuvels, De teleurgang van den Waterhoek, 2e édition [revue par l'auteur][1], Antwerpen : Staandaard-Boekhandel, 321 p., 1939
- Stijn Streuvels, Le Déclin du Waterhoek, traduit du néerlandais par Betty Colin, Courtrai : Zonnewende, 311 p., 1943